# جيني آدامز (كاتبة)
جيني آدامز (بالإنجليزية: Jennie Adams)‏ هي كاتِبة أسترالية، ولدت في 1963 في نيوساوث ويلز في أستراليا.